# 片又木
片又木（かたまたぎ）は、千葉県市原市の有秋地区にある大字。郵便番号は299-0113。

## 概要
千葉県市原市の最西部にある有秋地区に位置する。かつて市原市役所有秋支所が置かれる前は姉崎地区の一部であった。

## 地理

### 河川
- 片又木川

### 隣接町丁字
北は姉崎及び青葉台、西は不入斗及び迎田、南は不入斗、東は立野と接している。

## 歴史

### 地名の由来
「肩岐処（かたまたき）」で台地の端の谷が二つに分かれている地という意味から。

## 世帯数と人口
2023年（令和5年）4月1日現在の世帯数と人口に関する情報は以下の通りである。
| 町丁字 | 世帯数 | 人口  | 人口 | 人口  | 人口     | 人口     | 人口 | 人口   |
| 町丁字 | 世帯数 | 総数  | 若年 | 若年  | 生産年齢 | 生産年齢 | 老年 | 老年   |
| ------ | ------ | ----- | ---- | ----- | -------- | -------- | ---- | ------ |
| 片又木 | 44世帯 | 100人 | 3人  | 3.00% | 38人     | 38.00%   | 59人 | 59.00% |

## 通学区域
市立小学校・市立中学校と千葉県高等学校一覧#県立高等学校の通学区域は以下の通りである。
| 町丁字 | 小学校               | 中学校             | 県立高校 |
| ------ | -------------------- | ------------------ | -------- |
| 片又木 | 市原市立有秋東小学校 | 市原市立有秋中学校 | 第9学区  |